# Ieperse vestingen en omgeving, bossen ten zuiden en heuvelrug Wijtschate-Mesen
De Ieperse vestingen en omgeving, bossen ten zuiden en heuvelrug Wijtschate-Mesen is een landschappelijk geheel en ankerplaats dat zich uitstrekt van de zuidrand van de stad Ieper tot de grens met Wallonië te Mesen.

## Geologie
Geologisch is de heuvelrug van belang, die de waterscheiding vormt tussen de stroomgebieden van de IJzer en de Leie. Aan beide zijden van de heuvelrug bevinden zich beeksystemen, zoals de Kemmelbeek die met Haringbeek en Wijtschatebeek in noordelijke richting naar de IJzer vloeien, en de beken die via de Douvebeek in oostelijke richting naar de Leie vloeien. Het gebied ligt in het zuiden dicht tegen het West-Vlaams Heuvelland aan.
Vooral de oostelijke zijde van de heuvelrug, tussen Mesen en Wijtschate, is erg steil.

## Cultuurhistorie
De heuvelrug was al bewoond tijdens het neolithicum. Ook voorwerpen uit de Gallo-Romeinse periode werden aangetroffen. Het gebied was grotendeels bedekt met bos dat pas in de 12e en 13e eeuw werd ontgonnen.
De stad Ieper kwam tot ontwikkeling in de 12e eeuw, kreeg stadsrechten in 1170 en werd omgeven door versterkingen. In 1678 kwam Ieper in Franse handen en werd de stad versterkt door Vauban. Er werden uitgebreide vestingwerken aangelegd. In 1697 werd Ieper echter weer Nederlands. In 1782 werden de vestingwerken, door keizer Jozef II opgeheven en deels ontmanteld. Van 1815-1830, onder het Verenigd Koninkrijk der Nederlanden, werden ze weer enigszins uitgebouwd, maar na de Belgische onafhankelijkheid was de vesting niet meer nodig. Omstreeks 1850 werd het noordelijk deel afgebroken, maar vooral in het zuiden en oosten van de stad zijn ze nog bewaard. Hier vond ook parkaanleg plaats.
Vanaf 1864 werd het Kanaal Ieper-Komen gegraven, wat echter nooit in gebruik is genomen door tal van tegenslagen en de naderende oorlog.
De heuvelrug speelde tijdens de Eerste Wereldoorlog een belangrijke rol. De geallieerden wilden de Duitsers verdrijven van de heuvelrug, waartoe de Tweede Slag om Mesen in 1917 werd uitgevoerd. Deze en andere veldslagen kostten vele tienduizenden militairen het leven, en de streek is sindsdien bezaaid met militaire begraafplaatsen en oorlogsmonumenten.
Tijdens de Eerste Wereldoorlog dienden de kazematten nog als schuilplaats, en na de oorlog vond men er een ijsfabriek en een champignonkwekerij. Ten zuiden van de versterkingen werd het Hoornwerkpark aangelegd en vormde men er het natuurgebied Verdronken Weide, waar zich in de middeleeuwen de Sint-Michielswijk bevond.
Van de natuurgebieden op en nabij de heuvelrug kan het domein Palingbeek worden genoemd, met diverse bossen in de directe omgeving.